# Herebeald
Herebeald era il figlio del re dei Geati Hreðel nominato nel Beowulf; aveva due fratelli (Hæþcyn e Hygelac) e una sorella che ebbe come figlio Beowulf. Fu ucciso con una freccia da suo fratello Hæþcyn in un incidente di caccia che causò la morte di crepacuore di loro padre Hreðel; poi Hæþcyn divenne re dei Geati.
La storia è probabilmente tratta dal mito della morte di Baldr nella mitologia norrena. Herebeald in questo caso corrisponderebbe a Baldr, Hæþcyn a Höðr e Hreðel a Odino.